# (8046) Ajiki
(8046) Ajiki est un astéroïde de la ceinture principale.

## Description
(8046) Ajiki est un astéroïde de la ceinture principale. Il fut découvert le 25 janvier 1995 à Ōizumi par Takao Kobayashi. Il présente une orbite caractérisée par un demi-grand axe de 2,43 UA, une excentricité de 0,03 et une inclinaison de 22,3° par rapport à l'écliptique.

## Compléments